# Ilha Ushakov
A ilha Ushakov (em russo:  Остров Ушакова, ou Ostrov Ushakova) é uma ilha desabitada e isolada no Oceano Ártico, a meio-caminho entre a Terra de Francisco José e Severnaya Zemlya, no limite norte do Mar de Kara.
A ilha é desolada e sujeita a violentas tempestades árticas. Fica próxima do limite de gelos permanentes. A sua área total é de 328 km². 45% da sua área está coberta por glaciares e a maior altitude é 294 m. A ilha mais próxima é a ilha Vize, 140 km a sul.
A ilha Ushakov é o único local ao nível do mar no hemisfério Norte onde a temperatura nunca foi acima de 10ºC. 